# تیموتی دارویل
تیموتی دارویل (انگلیسی: Timothy Darvill؛ ۲۲ دسامبر ۱۹۵۷ – ۵ اکتبر ۲۰۲۴) انسان‌شناس و باستان‌شناس اهل انگلستان و استاد سابق دانشگاه برنموت بود. او به‌عنوان یکی از معتبرترین مراجع در مورد استون‌هنج و عصر نوسنگی در بریتانیا شناخته می‌شود. او در سال ۲۰۱۰ به دریافت درجهٔ OBE در امپراتوری بریتانیا مفتخر شد.